# 2760 Kacha
A 2760 Kacha (ideiglenes jelöléssel 1980 TU6) egy kisbolygó a Naprendszerben. Ljudmila Vasziljevna Zsuravljova fedezte fel 1980. október 8-án.